# روفوس ك. فرنسيس
روفوس ك. فرنسيس (بالإنجليزية: Rufus C. Holman)‏ هو سياسي أمريكي، ولد في 14 أكتوبر 1877 في بورتلاند في الولايات المتحدة، وتوفي بنفس المكان في 27 نوفمبر 1959. حزبياً، نشط في الحزب الجمهوري. وقد انتخب أمين صندوق الدولة ‏ وانتخب عضو مجلس الشيوخ الأمريكي.